# Ralph Brown
Pour les articles homonymes, voir Brown.
Ralph William John Brown est né le 18 juin 1957 à Cambridge. Il est acteur, scénariste et écrivain britannique.

## Biographie
En 1979, il obtient un baccalauréat en droit (LL.B.) de London School of Economics[réf. souhaitée]. 
Ralph Brown a joué notamment dans Withnail et moi, Alien 3, Good Morning England et Star Wars, épisode I : La Menace fantôme et à la télévision, dans la série Cape Wrath. 
Par ailleurs, il a aussi écrit le scénario du film de Suri Krishnamma, Un été pour tout vivre, sorti en 2000, qu'il a coproduit, et dans lequel il interprète le rôle de Mr. Diamond[réf. souhaitée].

## Filmographie
- 1987 : Withnail et moi : Danny
- 1992 : Alien 3 de David Fincher : Aaron
- 1994 : Wayne's World 2 de Stephen Surjik : Del Preston
- 1997 : Amistad de Steven Spielberg : Lieutenant Gedney
- 1999 : Star Wars, épisode I : La Menace fantôme de George Lucas : Ric Olie
- 2000 : Un été pour tout vivre de Suri Krishnamma : Mr Diamond
- 2007 : Traque sanglante (Straightheads), de Dan Reed : Jamie
- 2009 : Good Morning England (The Boat That Rocked) de Richard Curtis : Bob
- 2010 : The Kid : Gordon Peters
- 2011 : Killing Bono : Leo
- 2012 : Tower Block : Neville
- 2012 : Dark Tide : Brady
- 2012 : I, Anna : George Stone
- 2013 : Stoker : Sheriff
- 2013 : Jack le chasseur de géants, de Bryan Singer
- 2013 : Walking with the Enemy : Gruzdev
- 2013 : Deadly Game : McDeer
- 2014 : My Hero de Robert Osman : Gas
- 2014 : Elementary : Tim Sherrington (saison 2, épisodes 23 et 24)
- 2015 : Agent Carter : Dr Fennhoff / Ivchenko / Docteur Faustus
- 2017 : Genius : Max Planck